# Saint-Martin-sur-le-Pré

Saint-Martin-sur-le-Pré este o comună în departamentul Marne, Franța. În 2009 avea o populație de 799 de locuitori.